# Wisselstroommotor
Een wisselstroommotor is een elektromotor die wordt aangesloten op een wisselspanning. Daarbij wordt onderscheid gemaakt in draaistroommotoren, die gevoed worden door een driefasestroom en werken met een draaiveld, en eenfasemotoren, die gevoed worden door een eenfasestroom. Ook bij de eenfasemotoren zijn er die werken met een draaiveld en daarom net als de draaistroommotoren draaiveldmotoren genoemd worden. Bij de draaistroommotoren wordt het draaiveld gerealiseerd door de driefasige elektrische spanning en/of stroom te verschuiven over 120° op een driefasige wikkeling. Bij enkelfasige wisselstroommotoren wordt het draaiveld opgewekt in de motor zelf, vaak in combinatie met spoelen of condensatoren.
Het toerental van een draaistroommotor is rechtevenredig met de frequentie van de aangelegde spanning en ligt daardoor vast. Dit is afhankelijk van het aantal poolparen en is altijd een deeltal van de netfrequentie 50 Hz.

## Driefasig
Bij driefasige wisselstroommotoren worden de synchrone en asynchrone draaistroommotoren onderscheiden.

### Synchrone draaistroommotoren
Een motor heeft steeds twee magneetvelden nodig. Het eerste magneetveld wordt gevormd door het draaiende magneetveld in de stator. Het tweede magneetveld wordt gemaakt door het toevoeren van een gelijkstroom op de spoel van de rotor. Dit magneetveld zal het toerental volgen van het statordraaiveld. Deze motoren worden synchrone motoren genoemd omdat het toerental van de motor altijd gelijk is met de frequentie van de wisselspanning.
toerental = netfrequentie * 60 / aantal poolparen

### Asynchrone draaistroommotoren
Dit is een inductiemotor. Een motor heeft steeds twee magneetvelden nodig. Het eerste magneetveld is het draaiende magneetveld in de stator. Het tweede magneetveld wordt gevormd door de geïnduceerde of erin opgewekte magneetveld in het kooianker van de rotor. Vandaar de naam inductiemotor.

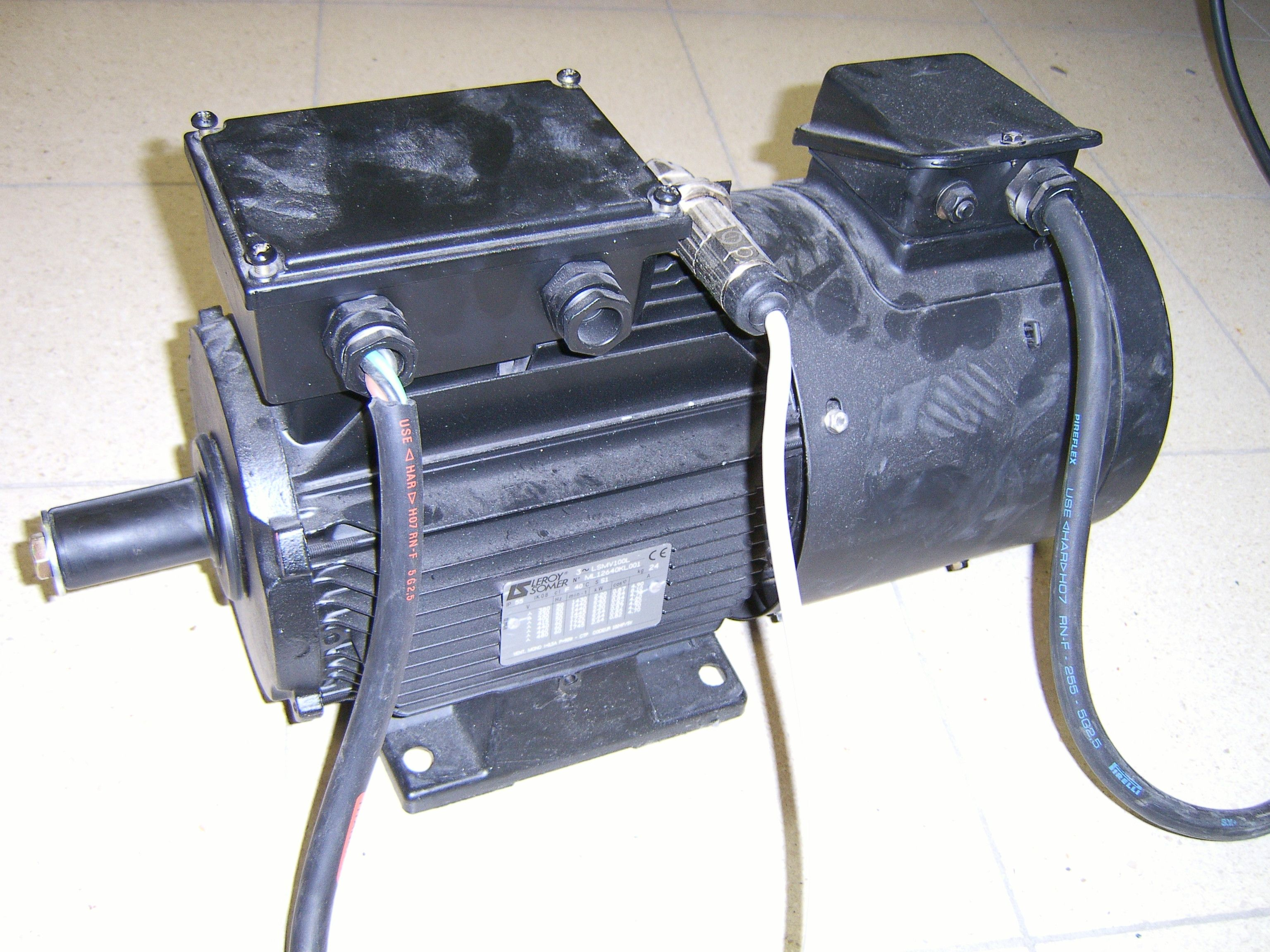
Asynchrone motor

Men noemt deze motor een asynchrone motor omdat hij iets trager draait dan het aangeboden draaiveld. Het snelheidsverschil is meestal niet groot, maar is wel essentieel voor de werking van de motor. Alleen bij een snelheidsverschil is er overdracht van stator naar rotor en daardoor koppelvorming. De ontwikkeling van de asynchrone motor gaat terug naar het werk van Galileo Ferraris, 1885, Nikola Tesla, 1887, Michail Doliwo-Dobrowolski, 1889 en Charles Proteus Steinmetz, 1893.

## Eenfasig

### Eenfasige draaiveldmotoren
Eenfasige wisselstroommotoren zijn:
- Eenfase-inductiemotor
  - Condensatormotor
  - Repulsiemotor
  - Spleetpoolmotor
- Eenfasesynchroonmotor

### Wisselstroomseriemotor
Een speciaal type eenfasige wisselstroommotor is de universeel- of wisselstroomseriemotor. In tegenstelling tot de eerder genoemde wisselstroommotoren is dit geen draaiveldmotor maar een aangepaste uitvoering van de gelijkstroommotor die wordt aangesloten op een wisselspanning in plaats van een gelijkspanning. Het voordeel van de wisselstroomseriemotor ten opzichte van eerder genoemde synchrone en asynchrone draaiveldmotoren is dat het toerental van deze motor onafhankelijk is van de netfrequentie. Deze motoren kunnen daarom ontworpen worden voor zeer hoge toerentallen.